# Hamilcoa zenkeri
Hamilcoa zenkeri là một loài thực vật thuộc họ Euphorbiaceae. Đây là loài bản địa các khu rừng vùng đất thấp ở Nigeria và Cameroon. Môi trường sống tự nhiên của chúng là rừng khô nhiệt đới hoặc cận nhiệt đới. Chúng hiện đang bị đe dọa vì mất môi trường sống.

## Mô tả
Dây leo đơn tính khác gốc. Nhựa mủ trắng. Không lông. Lá đơn hoặc đôi khi có thùy, nguyên hoặc gần nguyên, không tuyến. Lá kèm nhỏ, sớm rụng. Cụm hoa dạng cành hoa, hoa đực ở nách lá, hoa cái ở đầu cành. Lá bắc không tuyến, 1 hoa. Các hoa đực có cuống; lá đài 5, khác biệt, xếp lợp; nhị 18-30, khác biệt, chỉ nhị ngắn hơn rất nhiều so với bao phấn; bao phấn đính đáy, phần bên ngoài hướng ngoài, nứt dọc; hạt phấn hoa có mắt lưới thô. Các hoa cái với cuống to uốn cong; lá đài 6, mọc thành 2 hàng, xếp lợp, gần nguyên; bầu nhụy 3 ngăn; các vòi nhụy con hợp sinh tại đáy, thẳng, nở ra, không thùy. Quả nang. Hạt với áo hạt xốp.